# MotoGP
Die MotoGP-Klasse ist die höchste Rennklasse innerhalb der FIM-Motorrad-Weltmeisterschaft des Straßenrennsports. Sie wird auch als Königsklasse des Motorradrennsports bezeichnet.
Die MotoGP löste zur Saison 2002 die seit 1949 bestehende 500-cm³-Klasse als höchste Kategorie innerhalb der Motorrad-WM ab. Pro Saison werden weltweit etwa 19 Rennen als Grands Prix ausgetragen. Bis auf wenige Ausnahmen finden dabei neben den MotoGP-Rennen auch Läufe der Moto2- und Moto3-Klassen statt.
2024 kaufte Liberty Media, die Muttergesellschaft der Formel 1, Dorna Sports. Kurz vor dem Kauf hatte Dorna Sports den Vertrag mit der FIM bis 2060 verlängert. Durch den Kauf ist Liberty Media der Rechteinhaber.

## Einordnung im Motorsport
In der Rennklasse der MotoGP treten die derzeit leistungsstärksten Motorräder in einem international organisierten Wettbewerb gegeneinander an. Die Motorräder sind, im Gegensatz zur seriennahen Superbike-Weltmeisterschaft, Prototypen mit der besten aktuell verfügbaren Technik zur Erzielung maximal schneller Rundenzeiten; natürlich unter Berücksichtigung des Reglements. Dementsprechend hoch sind die Entwicklungs- und Fertigungskosten dieser Zweiräder, die eine Million Euro deutlich überschreiten können. Die Teilnehmerschaft besteht einerseits aus Werksteams (factory teams), also namhaften Herstellern, wie aktuell (Saison 2024) Aprilia, Ducati, Honda, KTM, und Yamaha. Andererseits treten sogenannte „Satelliten-Teams“ an. Diese verwenden Werksmaschinen der vorgenannten Hersteller aus vergangenen Saisons bzw. mit nicht neuesten Komponenten. Beispielsweise fuhr Takaaki Nakagami 2019 im Satellitenteam LCR Honda die 2018er Werksmaschine von Marc Márquez und 2020 nutzte das Team Reale Avintia Racing die 2019er Werksmaschinen von Ducati. Mit Ausnahme der „1“, welche dem Weltmeister der vergangenen Saison auf Wunsch zusteht, gibt die Startnummer, die ein Fahrer und dessen Motorrad trägt, keinen Aufschluss mehr über irgendeine wettbewerbliche Rangfolge. Es handelt sich um eine Karrierestartnummer, die sich ein Fahrer bei Aufstieg in die MotoGP frei wählt (besetzte und gesperrte Nummern ausgenommen).

## Überblick Reglement zur Saison 2023

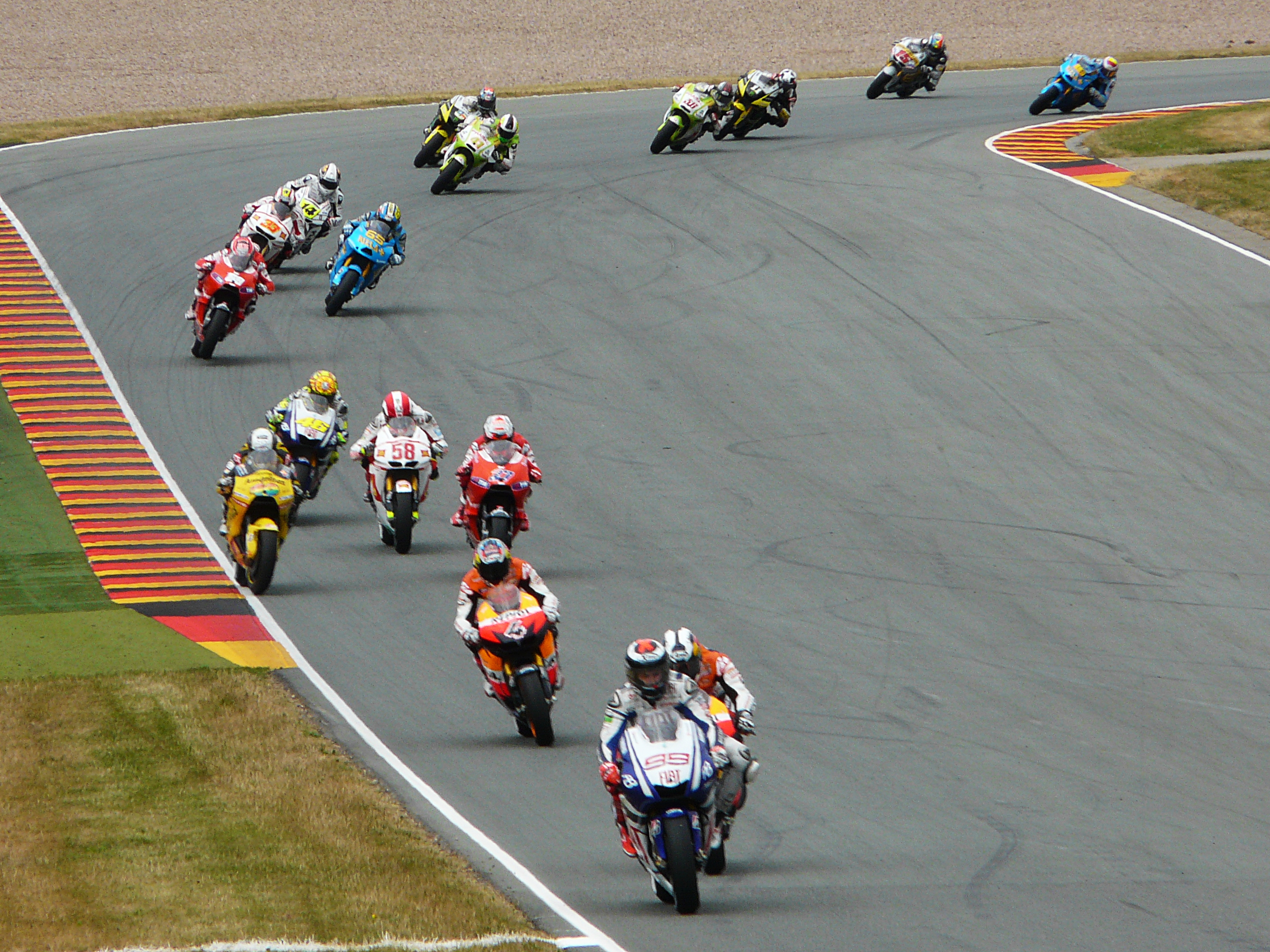
MotoGP-Rennen auf dem Sachsenring

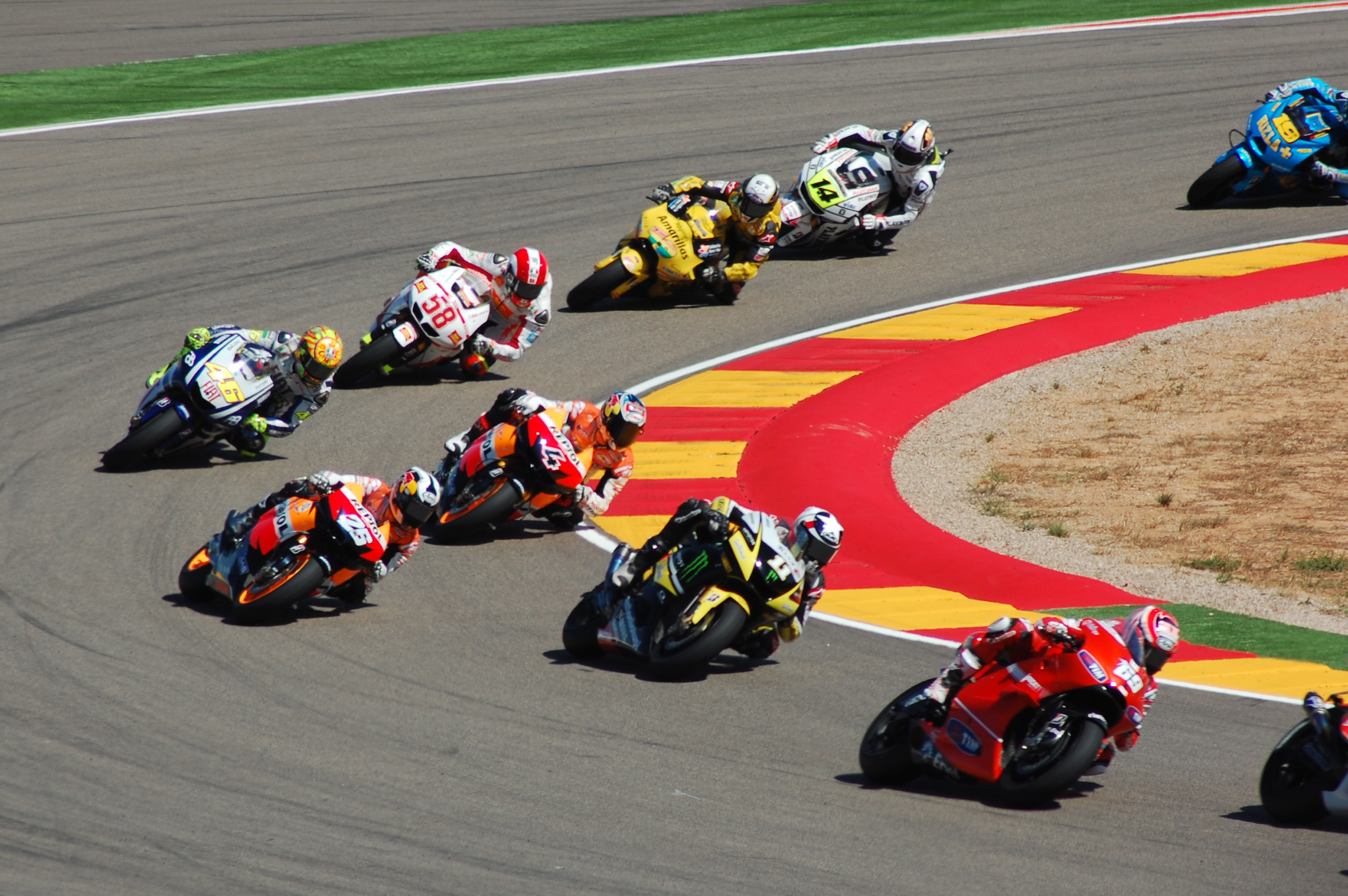
MotoGP-Rennen im Motorland Aragon

Das Reglement wird von der Grand Prix Commission, einer Vereinigung aus MSMA (Herstellervertretung), IRTA (Teamvertretung), Dorna und FIM, für üblicherweise 5 Jahre festgelegt. Die Grundlage des aktuellen Reglements ist im Wesentlichen immer noch der Katalog von 2016 und wird wahrscheinlich bis 2026 auch beibehalten
- Motor: Viertakt-Saugmotoren mit maximal vier Zylindern, 1000 cm³ Hubraum und 81 mm Bohrung
- Motorenlimitierung: Fahrer und Saison stehen maximal 7 Motoren zur Verfügung
- Getriebe: maximal 6 Gänge, keine automatisch schaltenden Getriebe erlaubt, „Quick-Shifter“ sind zugelassen
- Treibstofflimitierung: max. 22 l Tankinhalt, kein Boxenstopp bzw. Nachtanken erlaubt; abweichende Regeln („flag-to-flag“) bei Regen während des Rennens und bei den seit 2023 stattfindenden Sprintrennen
- Elektronik: Einheits-ECU von Marelli
- Mindestgewicht: 157 kg (alle Flüssigkeiten auf „Normalstand“)
- Bremsen: kohlenstofffaserverstärkte Bremsscheiben mit 320 bzw. 340 mm Durchmesser, bei Regen auch Stahlbremsscheiben; ABS ist nicht erlaubt; auf gewissen Strecken sind zur Saison 2022 Bremsscheiben mit Durchmessern von 340 bzw. 355 mm Pflicht[9]
- Reifen & Räder: verschiedene Einheitsreifen von Michelin, 17 Zoll; je Rennwochenende stehen bei trockenen Verhältnissen maximal 10 Vorderreifen und 12 Hinterreifen zur Verfügung, bei Regen abweichende Regelung

## Frühere Änderungen in Reglement und Technik
- Seit 2006 können Rennen bei nassen Streckenverhältnissen oder zu erwartendem Regen zu Regenrennen (Wet Race) deklariert werden, um bei tatsächlich einsetzendem Regen einen Rennabbruch mit anschließenden Neustart zu vermeiden. Im Gegensatz zu „Trockenrennen“ darf ein Fahrer bei einem Wet Race seine Box aufsuchen und auf seine andere Maschine umsteigen, auf der die jeweils andere Reifensorte, also Regen- oder Trockenreifen, montiert sein muss. Ein schlichter Reifenwechsel wie beispielsweise in der Formel 1 genügt bei Motorrädern nicht, da weitere Anpassungen nötig sind.
- Zwischen 2007 und 2011 war der Hubraum auf 800 cm³ beschränkt, nachdem seit 2002 eine Obergrenze von 990 cm³ Gültigkeit hatte. Die Zylinderzahl unterlag damals keiner Beschränkung, jedoch waren nur Zylinder und Kolben erlaubt, deren Durchmesser um nicht mehr als 5 % variierte. Von der Hubraumsenkung und der damit verbundenen Leistungsverringerung versprach sich die FIM mehr Sicherheit für die Piloten, welche sich in Praxis jedoch nicht zeigte. Geschwindigkeiten auf den Geraden verringerten sich kaum und stiegen in Kurven sogar um 5–20 km/h an, wo die Sturzgefahr allgemein erhöht ist. Die Reglementsänderung erforderte eine Neukonstruktion der Motorräder, was Ducati mit einem Leistungsüberschuss von 5 % (Desmosedici GP7) gegenüber der Konkurrenz zunächst am besten gelang, zuvor dominierten Honda und Yamaha. Diese Teams reagierten mit Betrugsvorwürfen, welche aber entkräftet werden konnten. Ducati nutzte eine besondere Ventilsteuerung Desmodromik, die durch extreme Nockenprofile Vorteile in Spitzenleistung, Drehzahlband und Verbrauch brachte. Darüber hinaus funktionierten Verkleidung, Fahrwerk und die elektronische Traktionsregelung sehr gut. Um wieder Anschluss zu finden, verwendeten Suzuki und Kawasaki ab 2007 sowie Honda und Yamaha ab 2008 eine pneumatische Ventilfederung für die Ein-/Auslassventile, wie sie in der Formel 1 schon längere Zeit technischer Standard war.
- Seit Beginn der Saison 2012 gilt ein maximaler Hubraum von 1000 cm³ und die maximale Zylinderzahl ist auf vier beschränkt, die Bohrung auf 81 mm; dies wurde bereits am 11. Dezember 2009 festgelegt[10]. Das Mindestgewicht für 1000 cm³-Motorräder (bei weniger Hubraum ist ein niedrigeres Gewicht zulässig) lag zunächst bei 153 kg, wurde ab der Saison 2013 auf 160 kg erhöht, um dann in der Saison 2015 auf 158 kg und ab 2016 auf 157 kg abgesenkt zu werden.[11] Die maximale Tankkapazität für MotoGP-Motorräder beträgt seit Beginn der Saison 2016 22 Liter. Vorher wurde sie schrittweise von 26 Liter, die 2004 noch erlaubt waren, jährlich herabgesetzt, was die Leistung und damit auch die Geschwindigkeiten der Motorräder beschränken sollte.
- Von 2012 bis 2013 gab es zusätzlich zu den Teams, die reine Prototypen verwenden, auch sogenannte Claiming Rule Teams, die modifizierte Superbike-Motoren in Prototypen-Chassis verwendeten. Zulässig waren dafür 24 Liter statt 21 Liter Tankinhalt und 12 statt 6 Motorenwechsel pro Saison.
- 2014 wurde die Claiming Rule durch die Open-Regel ersetzt. Unter den „Open“-Bedingungen starten Teams, wenn sie das Einheitssteuergerät (ECU) von Magneti Marelli akzeptierten. Da die von der FIM angestrebte Einheitselektronik der ausgereiften Elektronik der Werksteams unterlegen war, wurden bei Nutzung Vorteile eingeräumt: weichere Hinterreifen, keine eingefrorene Motorenentwicklung, sowie höhere Benzinmengen (24 Liter) und Motorenanzahl (12 pro Saison). Außerdem sank die zulässige Spritmenge für Werksteams von 21 Liter auf 20 Liter Tankinhalt pro Rennen und die Anzahl zulässiger Motoren von 6 auf 5 pro Saison. Unerwarteterweise entschied sich das Ducati-Werksteam ebenfalls für die Steuerung von Magneti Marelli, was zu überproportionalen Vorteilen geführt hätte. Die FIM sah sich daher gezwungen noch vor Start der Saison 2014 das Reglement anzupassen. Es konnten letztendlich alle Teams die Vorteile des Open-Formats nutzen, die im Vorjahr keinen Sieg bei trockenen Bedingungen eingefahren hatten. Dies traf auf Ducati zu, sodass sie zur Saison 2014 alle Vorzüge der Open-Regel nutzen konnten. Falls allerdings ein „Open-Team“ in der Saison 2014 zusammengerechnet einen Sieg, zwei zweite Plätze oder drei Podestplätze im Trockenen einfuhr, wurde das Spritlimit auf 22 Liter gesenkt. Sollten gar drei Saisonsiege eingefahren werden, verliert es das Recht auf weichere Hinterreifen[12]. Seit Saison 2016 ist die Nutzung der Motorsteuerung von Magneti Marelli für alle verpflichtend.
- Die maximale Anzahl an Trockenreifen pro Rennwochenende und Fahrer ist nach dem neuen Reglement seit 2016 auf 22 festgeschrieben. Es dürfen maximal 10 verschiedene Vorder- und 12 verschiedene Hinterreifen vom Einheitshersteller Michelin benutzt werden. Es gibt verschiedene Gummimischungen sowie asymmetrische Reifen. Für die Anzahl an Regenreifen existiert eine Beschränkung von sieben Paaren pro Rennwochenende.[13] Seit 2016 müssen in der MotoGP-Klasse Felgen mit einem Durchmesser von 17 Zoll verwendet werden, zuvor waren es 16,5 Zoll.
- Während in der Moto3- und Moto2-Klasse ausschließlich Bremsscheiben aus Stahl erlaubt sind, gibt es in der MotoGP-Klasse keine Restriktionen über Materialien für Bremsscheiben. Bei trockenen Bedingungen werden Scheiben aus Kohlenstofffaserverbund benutzt. Bei Regenrennen hingegen werden auch in der MotoGP-Klasse z. T. noch Stahlbremsscheiben verwendet, da Kohlenstoffscheiben nicht immer die notwendige Betriebstemperatur erreichen.
- In der Saison 2019 wurde der Strafenkatalog um die Long Lap Penalty erweitert; ein hiervon betroffener Fahrer muss innerhalb von 3 Runden einen gesonderten Streckenabschnitt befahren, der (absichtlich) seine Rundenzeit verschlechtert[14]. 2019 sorgten außerdem die aerodynamischen Verkleidungsteilen („Winglets“) der Motorräder für Diskussionen, weil keine ausreichend klaren Vorschriften existierten[15]. Zum Motorenverbrauch der Teams (wichtig aufgrund der concession rules) wurde am 30. Juli 2019 ein Zwischenstand auf motogp.com veröffentlicht.[16]
- Die Leistung eines Motorrades der MotoGP-Klasse ist nicht reglementiert und ergibt sich aus den entsprechenden Rahmenbedingungen. Aus Wettbewerbsgründen nennen die Hersteller offiziell nur Untergrenzen. Schätzungen für die Maschinen der Saison 2018 und 2019 liegen im Bereich von 260 bis knapp 300 PS.[17][18]
- Der Geschwindigkeitsrekord einer MotoGP-Maschine beträgt aktuell 366,1 km/h. Diese Geschwindigkeit erreichte der KTM-Pilot Brad Binder auf dem Autodromo Internazionale del Mugello am 10. Juni 2023 beim Großen Preis von Italien.[19]
- Ein Frühstart wird seit der Saison 2020 mit zwei Long Lap Penaltys geahndet; früher war hierfür eine Boxendurchfahrt vorgesehen.[20]
- Aufgrund schwieriger Windverhältnisse durften 2020 in angekündigten Rennen (z. B. Großen Preis von Australien) die seitlichen aerodynamischen Verkleidungsteile („Winglets“) aus Sicherheitsgründen entfernt werden (nur komplett)[21].
- Das Werk KTM ist seit der Saison 2021 kein concession team mehr.[22] Das Reglement hätte für die Saison 2021 noch eine vollständige Neukonstruktion des Motorrades und insbesondere des Motors zugelassen (für andere nicht-concession teams ist die Motorentwicklung seit der Saison 2020 eingefroren). Laut Teamchef Pit Beirer machte KTM davon nur teilweise Gebrauch.[23]
- Während der Saison 2021 war pro Fahrer eine Änderung an der aerodynamischen Verkleidung zulässig („Aero-Update“)[24][25]
- Suzuki hat sich nach der Saison 2022 aus der MotoGP-Klasse zurückgezogen.
- Das Werk Aprilia ist ab der Saison 2023 kein concession team mehr.[26] Seit 2024 sind Yamaha und Honda als concession team geführt, eine Regel, welche weniger konkurrenzfähigen Hersteller bis zum Erreichen bestimmter Rennerfolge Vorteile zuspricht (maximal neun Motoren inkl. Weiterentwicklung während der Saison, Sonderrechte bei Testfahrten und Wildcardbenutzung).[27]

## Punktesystem
Weltmeister wird derjenige Fahrer beziehungsweise der Hersteller, der bis zum Saisonende die meisten Punkte in der Weltmeisterschaft angesammelt hat. Bei der Punkteverteilung werden die Platzierungen im Gesamtergebnis des jeweiligen Rennens berücksichtigt. Die fünfzehn erstplatzierten Fahrer jedes Rennens erhalten Punkte nach folgendem Schema:
| Punkteverteilung | Punkteverteilung | Punkteverteilung | Punkteverteilung | Punkteverteilung | Punkteverteilung | Punkteverteilung | Punkteverteilung | Punkteverteilung | Punkteverteilung | Punkteverteilung | Punkteverteilung | Punkteverteilung | Punkteverteilung | Punkteverteilung | Punkteverteilung |
| ---------------- | ---------------- | ---------------- | ---------------- | ---------------- | ---------------- | ---------------- | ---------------- | ---------------- | ---------------- | ---------------- | ---------------- | ---------------- | ---------------- | ---------------- | ---------------- |
| Platz            | 1                | 2                | 3                | 4                | 5                | 6                | 7                | 8                | 9                | 10               | 11               | 12               | 13               | 14               | 15               |
| Punkte           | 25               | 20               | 16               | 13               | 11               | 10               | 9                | 8                | 7                | 6                | 5                | 4                | 3                | 2                | 1                |

### Sprintrennen
Zur Saison 2023 wurde ein neues Rennformat eingeführt. Beim sogenannten „Sprint“, der üblicherweise am Samstag ausgetragen wird, wird die halbe Renndistanz gefahren, was für mehr Spannung sorgen soll. Im Gegensatz zum Grand Prix erhalten im Sprintrennen lediglich die ersten neun Fahrer Punkte nach folgendem Schema:
| Punkteverteilung Sprintrennen | Punkteverteilung Sprintrennen | Punkteverteilung Sprintrennen | Punkteverteilung Sprintrennen | Punkteverteilung Sprintrennen | Punkteverteilung Sprintrennen | Punkteverteilung Sprintrennen | Punkteverteilung Sprintrennen | Punkteverteilung Sprintrennen | Punkteverteilung Sprintrennen |
| ----------------------------- | ----------------------------- | ----------------------------- | ----------------------------- | ----------------------------- | ----------------------------- | ----------------------------- | ----------------------------- | ----------------------------- | ----------------------------- |
| Platz                         | 1                             | 2                             | 3                             | 4                             | 5                             | 6                             | 7                             | 8                             | 9                             |
| Punkte                        | 12                            | 9                             | 7                             | 6                             | 5                             | 4                             | 3                             | 2                             | 1                             |

Zur Fahrerwertung zählen alle erzielten Resultate eines Piloten. Für die Konstrukteurswertung zählt jeweils das beste Resultat eines Fahrers der jeweiligen Marke, in die Teamwertung fließen alle erzielten Punkte der Piloten eines Teams ein.

## Weltmeister
| Jahr | Fahrerweltmeister          | Konstrukteursweltmeister | Teamweltmeister              |
| ---- | -------------------------- | ------------------------ | ---------------------------- |
| 2002 | Valentino Rossi (Honda)    | Honda                    | Repsol Honda Team            |
| 2003 | Valentino Rossi (Honda)    | Honda                    | Repsol Honda Team            |
| 2004 | Valentino Rossi (Yamaha)   | Honda                    | Gauloises Fortuna Yamaha     |
| 2005 | Valentino Rossi (Yamaha)   | Yamaha                   | Gauloises Yamaha Team        |
| 2006 | Nicky Hayden (Honda)       | Honda                    | Repsol Honda Team            |
| 2007 | Casey Stoner (Ducati)      | Ducati                   | Ducati Marlboro Team         |
| 2008 | Valentino Rossi (Yamaha)   | Yamaha                   | Fiat Yamaha Team             |
| 2009 | Valentino Rossi (Yamaha)   | Yamaha                   | Fiat Yamaha Team             |
| 2010 | Jorge Lorenzo (Yamaha)     | Yamaha                   | Fiat Yamaha Team             |
| 2011 | Casey Stoner (Honda)       | Honda                    | Repsol Honda Team            |
| 2012 | Jorge Lorenzo (Yamaha)     | Honda                    | Repsol Honda Team            |
| 2013 | Marc Márquez (Honda)       | Honda                    | Repsol Honda Team            |
| 2014 | Marc Márquez (Honda)       | Honda                    | Repsol Honda Team            |
| 2015 | Jorge Lorenzo (Yamaha)     | Yamaha                   | Movistar Yamaha MotoGP       |
| 2016 | Marc Márquez (Honda)       | Honda                    | Repsol Honda Team            |
| 2017 | Marc Márquez (Honda)       | Honda                    | Repsol Honda Team            |
| 2018 | Marc Márquez (Honda)       | Honda                    | Repsol Honda Team            |
| 2019 | Marc Márquez (Honda)       | Honda                    | Repsol Honda Team            |
| 2020 | Joan Mir (Suzuki)          | Ducati                   | Team Suzuki Ecstar           |
| 2021 | Fabio Quartararo (Yamaha)  | Ducati                   | Monster Energy Yamaha MotoGP |
| 2022 | Francesco Bagnaia (Ducati) | Ducati                   | Ducati Lenovo Team           |
| 2023 | Francesco Bagnaia (Ducati) | Ducati                   | Prima Pramac Racing          |
| 2024 | Jorge Martín (Ducati)      | Ducati                   | Ducati Lenovo Team           |

## Rookie of the Year
Als Rookie of the Year wird derjenige Fahrer ausgezeichnet, der als Neueinsteiger am Jahresende die meisten Punkte gesammelt hat.
| Jahr | Anzahl Rookies | Sieger            | Maschine | Team                          |
| ---- | -------------- | ----------------- | -------- | ----------------------------- |
| 2002 | 3              | Daijirō Katō      | Honda    | Fortuna Honda Gresini         |
| 2003 | 7              | Nicky Hayden      | Honda    | Repsol Honda                  |
| 2004 | 4              | Rubén Xaus        | Ducati   | D’Antin MotoGP                |
| 2005 | 3              | Toni Elías        | Yamaha   | Fortuna Yamaha Team           |
| 2006 | 4              | Dani Pedrosa      | Honda    | Repsol Honda Team             |
| 2007 | 1              | Sylvain Guintoli  | Yamaha   | Dunlop Yamaha Tech 3          |
| 2008 | 4              | Jorge Lorenzo     | Yamaha   | Fiat Yamaha Team              |
| 2009 | 3              | Mika Kallio       | Ducati   | Pramac Racing                 |
| 2010 | 6              | Ben Spies         | Yamaha   | Monster Yamaha Tech 3         |
| 2011 | 2              | Cal Crutchlow     | Yamaha   | Monster Yamaha Tech 3         |
| 2012 | 6              | Stefan Bradl      | Honda    | LCR Honda MotoGP              |
| 2013 | 6              | Marc Márquez      | Honda    | Repsol Honda Team             |
| 2014 | 4              | Pol Espargaró     | Yamaha   | Monster Yamaha Tech 3         |
| 2015 | 4              | Maverick Viñales  | Suzuki   | Team Suzuki Ecstar            |
| 2016 | 1              | Esteve Rabat      | Honda    | Estrella Galicia 0,0 Marc VDS |
| 2017 | 4              | Johann Zarco      | Yamaha   | Monster Yamaha Tech 3         |
| 2018 | 5              | Franco Morbidelli | Honda    | EG 0,0 Marc VDS               |
| 2019 | 4              | Fabio Quartararo  | Yamaha   | Petronas Yamaha SRT           |
| 2020 | 3              | Brad Binder       | KTM      | Red Bull KTM Factory Racing   |
| 2021 | 4              | Jorge Martín      | Ducati   | Pramac Racing                 |
| 2022 | 5              | Marco Bezzecchi   | Ducati   | Mooney VR46 Racing Team       |
| 2023 | 1              | Augusto Fernández | KTM      | GasGas Factory Racing Tech3   |
| 2024 | 1              | Pedro Acosta      | KTM      | Red Bull GasGas Tech3         |

## Open- bzw. Independent-Meister
Als Open- bzw. Independent-Meister wird derjenige Fahrer ausgezeichnet, der als Fahrer eines Privatteams am Jahresende die meisten Punkte gesammelt hat.
| Jahr | Klasse      | Sieger            | Maschine       | Team                    |
| ---- | ----------- | ----------------- | -------------- | ----------------------- |
| 2012 | Open        | Aleix Espargaró   | ART            | Power Electronics Aspar |
| 2013 | Open        | Aleix Espargaró   | ART            | Power Electronics Aspar |
| 2014 | Open        | Aleix Espargaró   | Forward-Yamaha | NGM Forward Racing      |
| 2015 | Open        | Héctor Barberá    | Ducati         | Avintia Racing          |
| 2016 | Independent | Cal Crutchlow     | Honda          | LCR Team                |
| 2017 | Independent | Johann Zarco      | Yamaha         | Monster Yamaha Tech 3   |
| 2018 | Independent | Johann Zarco      | Yamaha         | Monster Yamaha Tech 3   |
| 2019 | Independent | Fabio Quartararo  | Yamaha         | Petronas Yamaha SRT     |
| 2020 | Independent | Franco Morbidelli | Yamaha         | Petronas Yamaha SRT     |
| 2021 | Independent | Johann Zarco      | Ducati         | Pramac Racing           |
| 2022 | Independent | Enea Bastianini   | Ducati         | Gresini Racing MotoGP   |
| 2023 | Independent | Jorge Martín      | Ducati         | Prima Pramac Racing     |
| 2024 | Independent | Jorge Martín      | Ducati         | Prima Pramac Racing     |

## BMW M Award
Seit 1999 ist BMW Partner der Dorna Sports S.L. und stellt die Sicherheitsfahrzeuge in der Motorrad-Weltmeisterschaft.
Ab der Saison 2003 vergibt BMW den sogenannten BMW M Award. Dieser Preis soll den besten Qualifier auszeichnen. Die Punktevergabe erfolgt wie im Rennen, also 25 Punkte für die Pole-Position, 20 Punkte für den zweiten Platz usw. Als Preis vergibt BMW seit 2005 ein M-Modell.
| Platz | Fahrer            | Siege | Jahre            | Preis(e)                                                              |
| ----- | ----------------- | ----- | ---------------- | --------------------------------------------------------------------- |
| 1     | Marc Márquez      | 7     | 2013–2019        | BMW M6, BMW M4, BMW M6 Cabrio, BMW M2, BMW M4 CS, BMW M3 CS, BMW X4 M |
| 2     | Valentino Rossi   | 3     | 2003, 2004, 2009 | BMW Z4 Roadster, BMW 645Ci, BMW M3                                    |
| 2     | Casey Stoner      | 3     | 2007, 2008, 2011 | BMW M3 Coupé, BMW M3 Cabrio, BMW 1er M Coupé                          |
| 2     | Francesco Bagnaia | 3     | 2022, 2023, 2024 | BMW M3 Touring, BMW XM Label Red, BMW M5                              |
| 4     | Jorge Lorenzo     | 2     | 2010, 2012       | BMW M3 Coupé, BMW M3 Coupé Competition Edition                        |
| 4     | Fabio Quartararo  | 2     | 2020, 2021       | BMW M6, BMW M5 CS                                                     |
| 7     | Sete Gibernau     | 1     | 2005             | BMW M5                                                                |
| 7     | Nicky Hayden      | 1     | 2006             | BMW Z4 M Coupé                                                        |

## Rekorde

### Rekorde nach Fahrern
Fahrer, die in der Saison 2025 bei einem Team unter Vertrag stehen, sind grün hinterlegt. Test-, Ersatz- und Wildcardfahrer sind rosa hinterlegt. 

#### Weltmeister-Titel
| Platz | Fahrer            | Titel | Jahre                 |
| ----- | ----------------- | ----- | --------------------- |
| 1     | Valentino Rossi   | 6     | 2002–2005, 2008, 2009 |
| 1     | Marc Márquez      | 6     | 2013, 2014, 2016–2019 |
| 3     | Jorge Lorenzo     | 3     | 2010, 2012, 2015      |
| 4     | Casey Stoner      | 2     | 2007, 2011            |
| 4     | Francesco Bagnaia | 2     | 2022–2023             |
| 6     | Nicky Hayden      | 1     | 2006                  |
| 6     | Joan Mir          | 1     | 2020                  |
| 6     | Fabio Quartararo  | 1     | 2021                  |
| 6     | Jorge Martín      | 1     | 2024                  |

#### Grand-Prix-Siege
| Platz | Fahrer            | Siege |
| ----- | ----------------- | ----- |
| 1     | Valentino Rossi   | 76    |
| 2     | Marc Márquez      | 71    |
| 3     | Jorge Lorenzo     | 47    |
| 4     | Casey Stoner      | 38    |
| 5     | Dani Pedrosa      | 31    |
| 6     | Francesco Bagnaia | 30    |
| 7     | Andrea Dovizioso  | 15    |
| 8     | Max Biaggi        | 13    |
| 9     | Fabio Quartararo  | 11    |
| 10    | Maverick Viñales  | 10    |

#### Pole-Positions
| Platz | Fahrer            | Poles |
| ----- | ----------------- | ----- |
| 1     | Marc Márquez      | 73    |
| 2     | Valentino Rossi   | 51    |
| 3     | Jorge Lorenzo     | 47    |
| 4     | Casey Stoner      | 38    |
| 5     | Dani Pedrosa      | 31    |
| 6     | Francesco Bagnaia | 25    |
| 8     | Fabio Quartararo  | 20    |
| 7     | Jorge Martín      | 20    |
| 9     | Maverick Viñales  | 15    |
| 10    | Sete Gibernau     | 12    |

#### Schnellste Rennrunden
| Platz | Fahrer            | SR |
| ----- | ----------------- | -- |
| 1     | Marc Márquez      | 67 |
| 2     | Valentino Rossi   | 61 |
| 3     | Dani Pedrosa      | 44 |
| 4     | Jorge Lorenzo     | 30 |
| 5     | Casey Stoner      | 29 |
| 6     | Francesco Bagnaia | 18 |
| 7     | Fabio Quartararo  | 13 |
| 8     | Maverick Viñales  | 12 |
| 9     | Andrea Dovizioso  | 11 |
| 9     | Johann Zarco      | 11 |

#### Sprint-Siege
Seit der Saison 2023 wird bei jedem Grand Prix ein zusätzliches Sprintrennen ausgetragen.
| Platz | Fahrer            | Sprint-Siege |
| ----- | ----------------- | ------------ |
| 1     | Jorge Martín      | 16           |
| 2     | Marc Márquez      | 12           |
| 3     | Francesco Bagnaia | 11           |
| 4     | Álex Márquez      | 3            |
| 5     | Brad Binder       | 2            |
| 5     | Maverick Viñales  | 2            |
| 5     | Aleix Espargaró   | 2            |
| 8     | Marco Bezzecchi   | 1            |
| 8     | Enea Bastianini   | 1            |

#### WM-Punkte
| Platz | Fahrer            | Punkte |
| ----- | ----------------- | ------ |
| 1     | Valentino Rossi   | 4.881  |
| 2     | Marc Márquez      | 3.251  |
| 3     | Dani Pedrosa      | 3.015  |
| 4     | Jorge Lorenzo     | 2.899  |
| 5     | Andrea Dovizioso  | 2.583  |
| 6     | Casey Stoner      | 1.815  |
| 7     | Maverick Viñales  | 1.735  |
| 8     | Francesco Bagnaia | 1.723  |
| 9     | Nicky Hayden      | 1.698  |
| 10    | Aleix Espargaró   | 1.484  |

#### Podestplätze
| Platz | Fahrer            | Podien |
| ----- | ----------------- | ------ |
| 1     | Valentino Rossi   | 176    |
| 2     | Marc Márquez      | 117    |
| 3     | Jorge Lorenzo     | 114    |
| 4     | Dani Pedrosa      | 112    |
| 5     | Casey Stoner      | 69     |
| 6     | Andrea Dovizioso  | 62     |
| 7     | Francesco Bagnaia | 56     |
| 8     | Maverick Viñales  | 35     |
| 9     | Jorge Martín      | 32     |
| 9     | Fabio Quartararo  | 32     |

#### Sprint-Podestplätze
| Platz | Fahrer            | Podien |
| ----- | ----------------- | ------ |
| 1     | Jorge Martín      | 30     |
| 2     | Francesco Bagnaia | 27     |
| 3     | Marc Márquez      | 21     |
| 4     | Álex Márquez      | 10     |
| 5     | Enea Bastianini   | 8      |
| 6     | Brad Binder       | 7      |
| 7     | Marco Bezzecchi   | 6      |
| 7     | Maverick Viñales  | 6      |
| 9     | Pedro Acosta      | 4      |
| 10    | Luca Marini       | 3      |

#### Grand-Prix-Starts
Gezählt werden alle Rennen, an denen der betreffende Fahrer tatsächlich teilgenommen hat. Ist er zum Beispiel in der Einführungsrunde (also vor dem eigentlichen Start des Rennens) ausgefallen, wird dies nicht als Grand-Prix-Teilnahme gewertet. Als gestartet gilt jedoch, wer mindestens den ersten Startversuch des Grand-Prix-Rennens aufgenommen hat.
| Platz | Fahrer           | GP  |
| ----- | ---------------- | --- |
| 1     | Valentino Rossi  | 340 |
| 2     | Aleix Espargaró  | 257 |
| 3     | Andrea Dovizioso | 248 |
| 4     | Dani Pedrosa     | 221 |
| 5     | Nicky Hayden     | 218 |
| 6     | Jorge Lorenzo    | 203 |
| 7     | Marc Márquez     | 197 |
| 8     | Colin Edwards    | 196 |
| 9     | Maverick Viñales | 188 |
| 10    | Jack Miller      | 184 |

#### Siege in einer Saison
| Platz | Fahrer            | Siege | Jahr/e (Saisonrennen)           |
| ----- | ----------------- | ----- | ------------------------------- |
| 1     | Marc Márquez      | 13    | 2014 (18)                       |
| 2     | Marc Márquez      | 12    | 2019 (19)                       |
| 3     | Valentino Rossi   | 11    | 2002 (16), 2005 (17)            |
|       | Francesco Bagnaia | 11    | 2024 (20)                       |
| 6     | Casey Stoner      | 10    | 2007 (18), 2011 (17)            |
| 8     | Valentino Rossi   | 9     | 2003 (16), 2004 (16), 2008 (18) |
|       | Jorge Lorenzo     | 9     | 2010 (18)                       |
|       | Marc Márquez      | 9     | 2018 (18)                       |

#### Pole-Positions in einer Saison
| Platz | Fahrer            | Poles | Jahr/e (Saisonrennen) |
| ----- | ----------------- | ----- | --------------------- |
| 1     | Marc Márquez      | 13    | 2014 (18)             |
| 2     | Casey Stoner      | 12    | 2011 (17)             |
| 3     | Marc Márquez      | 10    | 2019 (19)             |
| 4     | Valentino Rossi   | 9     | 2003 (16)             |
| 4     | Casey Stoner      | 9     | 2008 (18)             |
| 4     | Marc Márquez      | 9     | 2013 (18)             |
| 7     | Marc Márquez      | 8     | 2015 (18), 2017 (18)  |
| 9     | Valentino Rossi   | 7     | 2002 (16), 2009 (17)  |
| 9     | Jorge Lorenzo     | 7     | 2010 (18), 2012 (18)  |
| 9     | Marc Márquez      | 7     | 2016 (18), 2018 (18)  |
| 9     | Francesco Bagnaia | 7     | 2023 (20)             |
| 9     | Jorge Martín      | 7     | 2024 (20)             |

#### Schnellste Rennrunden in einer Saison
| Platz | Fahrer          | SR | Jahr/e (Saisonrennen) |
| ----- | --------------- | -- | --------------------- |
| 1     | Valentino Rossi | 12 | 2003 (16)             |
| 1     | Marc Márquez    | 12 | 2014 (18), 2019 (19)  |
| 3     | Marc Márquez    | 11 | 2013 (18)             |
| 4     | Valentino Rossi | 9  | 2002 (16)             |
| 4     | Casey Stoner    | 9  | 2008 (18)             |
| 4     | Dani Pedrosa    | 9  | 2012 (18)             |
| 7     | Dani Pedrosa    | 8  | 2010 (18)             |
| 8     | Casey Stoner    | 7  | 2011 (17)             |
| 8     | Marc Márquez    | 7  | 2015 (18), 2018 (18)  |

#### Weitere Rekorde
| Rekord                                                             | Details | Fahrer |
| WELTMEISTERSCHAFTEN                                                | WELTMEISTERSCHAFTEN | WELTMEISTERSCHAFTEN |
| ------------------------------------------------------------------ | --- | --- |
| Schnellste WM-Entscheidung                                         | nach 12 von 17 Rennen (70,6 %) | Valentino Rossi (2005) |
| Größter Punktevorsprung des Weltmeisters                           | 151 Punkte | Marc Márquez auf Andrea Dovizioso (2019) |
| Kleinster Punktevorsprung des Weltmeisters                         | 4 Punkte | Marc Márquez auf Jorge Lorenzo (2013) |
| Der jüngste Weltmeister                                            | mit 20 Jahren und 266 Tagen | Marc Márquez (2013) |
| Der älteste Weltmeister                                            | mit 30 Jahren und 259 Tagen | Valentino Rossi (2009) |
| Die meisten Weltmeistertitel in Folge                              | 4 | Valentino Rossi (2002–2005) Marc Márquez (2016–2019) |
| SIEGE                                                              | | |
| Die beste Siegquote                                                | 33,16 % (65 Siege in 196 Rennen) | Marc Márquez |
| Die meisten Siege in einer Saison                                  | 13 von 18 mögliche Siege | Marc Márquez (2014) |
| Die meisten Siege in Folge (absolut)                               | 10 | Marc Márquez (2014) |
| Die meisten Siege in Folge (in einer Saison)                       | 10 | Marc Márquez (2014) |
| Die meisten Siege von der Pole-Position                            | 37 | Marc Márquez |
| Die meisten Hattricks                                              | 25 | Marc Márquez |
| Die meisten Siege beim gleichen GP (absolut)                       | 9 beim GP von Deutschland | Marc Márquez |
| Die meisten Siege beim gleichen GP (in Folge)                      | 8 beim GP von Deutschland | Marc Márquez (2013–2019, 2021) |
| Die meisten Saisons in Folge mit zumindest einem Sieg              | 12 | Dani Pedrosa (2006–2017) |
| Der jüngste Grand-Prix-Sieger                                      | mit 20 Jahren und 63 Tagen, GP of The Americas 2013 | Marc Márquez |
| Der älteste Grand-Prix-Sieger                                      | mit 38 Jahren und 129 Tagen, Dutch TT 2017 | Valentino Rossi |
| Fahrer, die bei ihrer ersten Grand-Prix-Teilnahme gewannen         | | Valentino Rossi (Großer Preis von Japan 2002) |
| Der längste zeitliche Abstand zwischen zwei Siegen                 | 2653 Tage | Andrea Dovizioso (GP von Großbritannien 2009 – GP von Malaysia 2016)                                                                                               |
| Die meisten Rennen zwischen zwei Siegen                            | 131 | Andrea Dovizioso (GP von Großbritannien 2009 – GP von Malaysia 2016)                                                                                               |
| Die längste Distanz zwischen erstem und letztem Sieg               | 259 Rennen, 6195 Tage | Valentino Rossi (GP von Großbritannien 2000 – Dutch TT 2017) |
| Die meisten Grand-Prix-Starts bis zum ersten Sieg                  | 200 | Aleix Espargaró |
| Die meisten Doppelsiege von Teamkollegen                           | 17 | Jorge Lorenzo und Valentino Rossi |
| Die meisten Doppelsiege von Teamkollegen in einer Saison           | 5 | Jorge Lorenzo und Valentino Rossi (2009) |
| Die meisten Siege mit unterschiedlichen Konstrukteuren             | 3 | Maverick Vinales (Suzuki, Yamaha, Aprilia) |
| Die meisten Sprint-Siege                                           | 16 | Jorge Martín |
| Die meisten Sprint-Siege in Folge                                  | 6 | Marc Márquez (2025) |
| Die meisten Sprint-Siege in einer Saison                           | 11 | Marc Márquez (2025) |
| STARTPLÄTZE                                                        | | |
| Die beste Pole-Quote                                               | 36,51 % (65 Poles in 173 Rennen) | Marc Márquez |
| Die meisten Poles                                                  | 65 | Marc Márquez |
| Die meisten Poles in Folge (absolut)                               | 7 | Casey Stoner (2008) und Marc Márquez (2013/2014) |
| Die meisten Poles in Folge (in einer Saison)                       | 7 | Casey Stoner (2008) |
| Die meisten Poles in einer Saison                                  | 13 (in 18 Rennen) | Marc Márquez (2014) |
| Die meisten Poles beim gleichen GP (absolut)                       | 7 beim Grand Prix of The Americas 7 beim GP von Deutschland | Marc Márquez (2013–2019) |
| Die meisten Poles beim gleichen GP (in Folge)                      | 7 beim Grand Prix of The Americas 7 beim GP von Deutschland | Marc Márquez (2013–2019) |
| Die meisten Startplätze in der ersten Reihe                        | 131 | Valentino Rossi |
| Jüngster Fahrer auf der Pole-Position                              | mit 20 Jahren und 14 Tagen, GP von Spanien 2019 | Fabio Quartararo |
| Ältester Fahrer auf der Pole-Position                              | mit 39 Jahren und 107 Tagen, GP von Italien 2018 | Valentino Rossi |
| Fahrer, die in ihrem ersten Rennen auf der Pole-Position standen   | | Valentino Rossi (2002) Jorge Lorenzo (2008) |
| SCHNELLSTE RENNRUNDEN                                              | | |
| Die beste Quote an Schnellsten Rennrunden                          | 34,10 % (59 Schnellste Runden in 173 Rennen) | Marc Márquez |
| Die meisten schnellsten Rennrunden in einer Saison                 | 12 bei 16 Starts (75 %) 12 bei 18 Starts (67 %) | Valentino Rossi (2003) Marc Márquez (2014) |
| Der jüngste Fahrer, der die schnellste Rennrunde fuhr              | mit 19 Jahren und 289 Tagen, GP Katar 2024 | Pedro Acosta |
| Der älteste Fahrer, der die schnellste Rennrunde fuhr              | mit 40 Jahren und 260 Tagen, GP Malaysia 2019 | Valentino Rossi |
| Fahrer, die in ihrem ersten Rennen die schnellste Rennrunde fuhren | | Valentino Rossi (2002) Marc Márquez (2013) Johann Zarco (2017) Fabio Quartararo (2019) Pedro Acosta (2024)                                                         |
| PODESTPLÄTZE                                                       | | |
| Die beste Podest-Quote                                             | 58,96 % (102 Podestplätze in 173 Rennen) | Marc Márquez |
| Die meisten Podestplatzierungen                                    | 176 | Valentino Rossi |
| Die meisten Podestplatzierungen in Folge                           | 23 | Valentino Rossi (2002–2004) |
| Die meisten Podestplatzierungen in einer Saison                    | 18 in 19 Rennen (94,74 %) | Marc Márquez (2019) |
| Die meisten Podestplatzierungen ohne Sieg                          | 12 | Colin Edwards |
| Die meisten Podestplatzierungen ohne Sieg in Folge                 | 19 | Johann Zarco von 2017 bis 2023 |
| Die meisten zweiten Plätze                                         | 57 | Valentino Rossi |
| Die meisten dritten Plätze                                         | 44 | Valentino Rossi |
| Jüngster Fahrer auf dem Podium                                     | mit 20 Jahren und 49 Tagen, GP von Katar 2013 | Marc Márquez |
| Ältester Fahrer auf dem Podium                                     | mit 41 Jahren und 161 Tagen, GP von Andalusien 2020 | Valentino Rossi |
| Der längste zeitliche Abstand zwischen erstem und letztem Podium   | 6685 Tage | Valentino Rossi (GP von Japan 2002 – GP von Andalusien 2020) |
| PUNKTERÄNGE                                                        | | |
| Die meisten Punkteplatzierungen (absolut)                          | 297 | Valentino Rossi |
| Die meisten Punkteplatzierungen in Folge                           | 33 | Valentino Rossi (2009–2011) |
| Die meisten Punkteplatzierungen in einer Saison                    | 19 | Brad Binder (2022) |
| Die meisten vierten Plätze                                         | 35 | Valentino Rossi |
| Die meisten fünften Plätze                                         | 29 | Andrea Dovizioso |
| Die meisten sechsten Plätze                                        | 15 | Álvaro Bautista Loris Capirossi Andrea Dovizioso |
| Die meisten siebten Plätze                                         | 22 | Colin Edwards |
| Die meisten achten Plätze                                          | 20 | Nicky Hayden |
| Die meisten neunten Plätze                                         | 20 | Aleix Espargaró |
| Die meisten zehnten Plätze                                         | 16 | Aleix Espargaró |
| Die meisten elften Plätze                                          | 20 | Aleix Espargaró |
| Die meisten zwölften Plätze                                        | 18 | Randy De Puniet |
| Die meisten dreizehnten Plätze                                     | 16 | Colin Edwards |
| Die meisten vierzehnten Plätze                                     | 13 | Karel Abraham |
| Die meisten fünfzehnten Plätze                                     | 10 | Karel Abraham |
| Der jüngste Fahrer, der in die Punkteränge fuhr                    | mit 18 Jahren und 325 Tagen, GP von Japan 2002 | John Hopkins |
| Der älteste Fahrer, der in die Punkteränge fuhr                    | mit 44 Jahren und 299 Tagen, GP Japan 2011 | Shin’ichi Itō |
| Die meisten GP-Teilnahmen, ohne WM-Punkte zu erzielen              | 18 | Thomas Lüthi Lukáš Pešek |
| Der längste zeitliche Abstand zwischen WM-Punkten                  | 1071 Tage | Alex De Angelis (GP von Tschechien 2010 – GP der USA 2013) |
| ZIELANKÜNFTE                                                       | | |
| Die meisten Zielankünfte in Folge                                  | 37 | John Hopkins (2006–2008) |
| Die meisten Zielankünfte in einer Saison                           | 19 in 20 Rennen | Aleix Espargaró Brad Binder Luca Marini (2022) Enea Bastianini (2024)                                                                                              |
| Die meisten Zielankünfte ununterbrochen seit dem Debüt             | 36 | Luca Marini (2021–2022) |
| AUSFÄLLE                                                           | | |
| Die meisten Ausfälle in einem Rennen                               | 10 von 21 Startern (47,6 %), GP von Großbritannien 2005 | |
| Die wenigsten Ausfälle in einem Rennen (Alle Starter im Ziel)      | 2005: GP der Türkei 2007: GP von Malaysia 2008: GP von Indianapolis; GP von Valencia 2009: GP von Valencia 2010: Dutch TT 2011: GP von Deutschland 2012: GP von Portugal 2014: GP von Japan | |
| Die meisten Ausfälle in Folge                                      | 4 | Jeremy McWilliams (2003) Troy Bayliss (2004) Marco Melandri (2004) Lukáš Pešek (2013) Andrea Iannone (2015–2016) Francesco Bagnaia (2019) Iker Lecuona (2019–2020) |
| Die meisten Ausfälle in einer Saison                               | 11 in 18 Rennen | Lukáš Pešek (2013) |
| GP-TEILNAHMEN                                                      | | |
| Der jüngste GP-Teilnehmer                                          | mit 18 Jahren und 325 Tagen, GP von Japan 2002 | John Hopkins |
| Der älteste GP-Teilnehmer                                          | mit 44 Jahren und 299 Tagen, GP von Japan 2011 | Shin’ichi Itō |
| Die höchste GP-Teilnehmerzahl                                      | 26 Rennteilnehmer 2003: GP des Pazifiks 2013: GP von Valencia 2015: GP von Italien; GP von San Marino; GP von Japan; GP von Valencia 2018: GP von Katalonien; GP von San Marino             | |
| Die größte Zeitspanne zwischen erstem und letztem Grand Prix       | 19 Jahre und 221 Tage, GP Japan 2002 bis GP von Valencia 2021 | Valentino Rossi |
| Die längste Pause zwischen zwei Grand-Prix-Einsätzen               | 6 Jahre und 358 Tage, GP von Valencia 2008 und GP von Australien 2015 | Anthony West |
| Die meisten Saisonteilnahmen                                       | 20 | Valentino Rossi (2002–2021) |
| Die meisten GP-Teilnahmen ohne Sieg                                | 196 | Colin Edwards (beste Platzierung: 2) |
| Die meisten GP-Teilnahmen ohne Podestplatz                         | 139 | Héctor Barberá (beste Platzierung: 4) |
| Die meisten GP-Teilnahmen als Teamkollegen                         | 113 | Jorge Lorenzo und Valentino Rossi (2008–2010, 2013–2016) |
| GESCHWINDIGKEIT                                                    | | |
| Die höchste jemals gefahrene Geschwindigkeit                       | 366,1 km/h in Mugello | Brad Binder (2023) |
| Die höchste Durchschnittsgeschwindigkeit in einem GP               | 182,4 km/h in Spielberg | Andrea Iannone (2016) |
| Die höchste Durchschnittsgeschwindigkeit in einer Runde            | 183,8 km/h in Spielberg | Andrea Iannone (2016) |
| SONSTIGES                                                          | | |
| Die meisten gewonnenen Positionen in einem Rennen                  | 22 in Valencia | Valentino Rossi (2015) |

Anmerkungen
1. 1 2 3  Der GP von Japan 2002 war das erste Rennen der neuen MotoGP-Kategorie, Rossi hatte zuvor aber bereits zwei Saisons in der 500 cm³-Klasse bestritten.
2. ↑  Seit der Saison 2004 stehen pro Reihe maximal drei statt vier Fahrer.

### Rekorde nach Konstrukteuren
In der Saison 2024 aktive Konstrukteure sind grün hinterlegt.

#### Konstrukteurs-Weltmeistertitel
| Platz | Konstrukteur | Titel | Jahre                                 |
| ----- | ------------ | ----- | ------------------------------------- |
| 1     | Honda        | 12    | 2002–2004, 2006, 2011–2014, 2016–2019 |
| 2     | Ducati       | 6     | 2007, 2020–2024                       |
| 3     | Yamaha       | 5     | 2005, 2008–2010, 2015                 |

#### Grand-Prix-Siege
Siehe auch: Liste aller Grand-Prix-Sieger der MotoGP
| Platz | Konstrukteur | Siege |
| ----- | ------------ | ----- |
| 1     | Honda        | 157   |
| 2     | Yamaha       | 125   |
| 3     | Ducati       | 107   |
| 4     | Suzuki       | 8     |
| 5     | KTM          | 7     |
| 6     | Aprilia      | 4     |

#### Pole-Positions
| Platz | Konstrukteur   | Poles |
| ----- | -------------- | ----- |
| 1     | Honda          | 163   |
| 2     | Yamaha         | 121   |
| 3     | Ducati         | 106   |
| 4     | Suzuki         | 7     |
|       | Aprilia        | 7     |
| 6     | KTM            | 4     |
| 7     | Proton KR      | 1     |
| 7     | Forward Racing | 1     |

#### Schnellste Rennrunden
| Platz | Konstrukteur | SR  |
| ----- | ------------ | --- |
| 1     | Honda        | 175 |
| 2     | Ducati       | 106 |
| 3     | Yamaha       | 99  |
| 4     | Suzuki       | 11  |
| 5     | KTM          | 9   |
| 6     | Aprilia      | 8   |
| 7     | Proton-KR    | 1   |

#### WM-Punkte
| Platz | Konstrukteur   | Punkte |
| ----- | -------------- | ------ |
| 1     | Honda          | 7.339  |
| 2     | Yamaha         | 7.064  |
| 3     | Ducati         | 6.376  |
| 4     | Suzuki         | 2.798  |
| 5     | KTM            | 1.435  |
| 6     | Aprilia        | 1.422  |
| 7     | Kawasaki       | 693    |
| 8     | ART            | 218    |
| 9     | Forward Racing | 173    |
| 10    | Proton KR      | 150    |

#### Podestplätze
| Platz | Konstrukteur   | Podien |
| ----- | -------------- | ------ |
| 1     | Honda          | 434    |
| 2     | Yamaha         | 361    |
| 3     | Ducati         | 269    |
| 4     | Suzuki         | 51     |
| 5     | KTM            | 27     |
| 6     | Aprilia        | 17     |
| 7     | Kawasaki       | 5      |
| 8     | Team Roberts   | 4      |
| 9     | Forward Racing | 1      |

#### Grand-Prix-Starts
Gezählt werden alle Rennen, an denen der betreffende Konstrukteur tatsächlich teilgenommen hat. Ist er zum Beispiel in der Einführungsrunde (also vor dem eigentlichen Start des Rennens) ausgefallen, wird dies nicht als GP-Teilnahme gewertet. Als gestartet gilt jedoch, wer mindestens den ersten Startversuch des Grand-Prix-Rennens aufgenommen hat.
| Platz | Konstrukteur | GP  |
| ----- | ------------ | --- |
| 1     | Honda        | 396 |
| 1     | Yamaha       | 396 |
| 3     | Ducati       | 380 |
| 4     | Suzuki       | 323 |
| 5     | Aprilia      | 220 |
| 6     | KTM          | 137 |
| 7     | Kawasaki     | 123 |
| 8     | ART          | 69  |
| 9     | Proton KR    | 59  |
| 10    | WCM          | 39  |

### Rekorde nach Nationen

#### Weltmeistertitel
| Platz | Nation     | Titel | Jahre                            |
| ----- | ---------- | ----- | -------------------------------- |
| 1     | Spanien    | 11    | 2010, 2012–2020, 2024            |
| 2     | Italien    | 8     | 2002–2005, 2008, 2009, 2022–2023 |
| 3     | Australien | 2     | 2007, 2011                       |
| 4     | USA        | 1     | 2006                             |
| 4     | Frankreich | 1     | 2021                             |

#### Grand-Prix-Siege
Siehe auch: Liste aller Grand-Prix-Sieger der MotoGP
| Platz | Nation         | Siege |
| ----- | -------------- | ----- |
| 1     | Spanien        | 173   |
| 2     | Italien        | 147   |
| 3     | Australien     | 44    |
| 4     | Frankreich     | 12    |
| 5     | Portugal       | 5     |
| 6     | USA            | 4     |
| 7     | Brasilien      | 3     |
| 7     | Japan          | 3     |
| 7     | Großbritannien | 3     |
| 10    | Südafrika      | 2     |

#### Pole-Positions
| Platz | Nation         | Poles |
| ----- | -------------- | ----- |
| 1     | Spanien        | 196   |
| 2     | Italien        | 108   |
| 3     | Australien     | 44    |
| 4     | Frankreich     | 25    |
| 5     | USA            | 11    |
| 6     | Japan          | 6     |
| 7     | Großbritannien | 5     |
| 8     | Brasilien      | 2     |
| 9     | Deutschland    | 1     |
| 9     | Portugal       | 1     |

#### Schnellste Rennrunden
| Platz | Nation         | SR  |
| ----- | -------------- | --- |
| 1     | Spanien        | 177 |
| 2     | Italien        | 124 |
| 3     | Australien     | 33  |
| 4     | Frankreich     | 24  |
| 5     | USA            | 13  |
| 6     | Brasilien      | 6   |
| 6     | Japan          | 6   |
| 8     | Großbritannien | 5   |
| 8     | Südafrika      | 5   |
| 10    | Deutschland    | 2   |

#### WM-Punkte
| Platz | Nation         | Punkte |
| ----- | -------------- | ------ |
| 1     | Spanien        | 14.875 |
| 2     | Italien        | 12.595 |
| 3     | USA            | 4.378  |
| 4     | Australien     | 3.259  |
| 5     | Großbritannien | 2.597  |
| 6     | Japan          | 2.541  |
| 7     | Frankreich     | 1.706  |
| 8     | Deutschland    | 787    |
| 9     | Brasilien      | 732    |
| 10    | Tschechien     | 214    |

#### Podestplätze
| Platz | Nation         | Podien |
| ----- | -------------- | ------ |
| 1     | Spanien        | 487    |
| 2     | Italien        | 410    |
| 3     | Australien     | 104    |
| 4     | Frankreich     | 55     |
| 5     | USA            | 54     |
| 6     | Großbritannien | 23     |
| 7     | Japan          | 20     |
| 8     | Brasilien      | 14     |
| 9     | Südafrika      | 11     |
| 10    | Portugal       | 7      |

## Medienpräsenz

### Fernsehübertragungen
Im Fernsehen wurden bis 2008 die Rennen der 125-cm³-, 250-cm³- und der MotoGP-Klasse auf Eurosport und dem Pay-TV-Tochterkanal Eurosport 2 übertragen und von den Kommentatoren Ron Ringguth und Lenz Leberkern kommentiert, unterstützt durch den früheren 125-cm³-Weltmeister Dirk Raudies, der sowohl abseits von der Strecke als auch aus der Kabine kommentierte. Während die Läufe der MotoGP alle auf dem kostenlosen Hauptkanal übertragen wurden, waren die Rennen der beiden kleineren Klassen nur auf Eurosport 2 zu sehen.
Von der Saison 2009 bis 2014 hat Sport1 und der Pay-TV-Tochterkanal Sport1+ die Rennen übertragen. An Renn-Sonntagen, an denen die Fußball-Talkshow Doppelpass stattfand, zeigte Sport1 die Rennen der Moto3- und Moto2-Klasse nur als Aufzeichnung. An diesen Tagen konnte man auf der Internet-Seite des Senders die Läufe in einem Livestream kostenlos verfolgen. Kommentiert wurden die Rennen von Edgar Mielke, als Experte, Moderator, Reporter und ab 2011 zweiter Livekommentator war Alex Hofmann tätig.
Von 2015 bis 2018 übertrug Eurosport wieder die Rennen. Die Ausstrahlung erfolgte über Eurosport und die Pay-TV-Sender Eurosport2 und Eurosport360. Anfangs moderierte Hofmann die Sendung wie früher bei Sport1, während die Rennen von wieder von Ringguth und Raudies kommentiert wurden, auch Lenz Leberkern, der in der Zwischenzeit an der Seite von Raudies die Superbike-Weltmeisterschaft kommentiert hatte, kehrte wieder zurück und schnitt und vertonte verschiedene Hintergrundfilme. Allerdings beschloss Hofmann, ab April bei den MotoGP-Rennen auch aus der Kabine zu kommentieren. Da Ringguth sich schnell überfordert zeigte, wurden die Livekommentatoren durch den Österreicher Johannes Orasche verstärkt, der eigentlich als zweiter Superbike-Kommentator neben Leberkern gedacht war. Laut eigener Aussage war Hofmann unzufrieden mit Ringguth und Raudies gewesen; Ringguth allerdings gab sich nicht damit zufrieden, lediglich von der Strecke zu kommentieren und übernahm Leberkerns Aufgabe, worauf dieser, trotz Verteidigung Hofmanns, die MotoGP-Mannschaft verließ und bis heute weiterhin die Superbike-WM kommentiert. Nachdem Orasche und Hofmann bei einem Rennen gefehlt hatten, kam Stefan Nebel als neuer Kommentator, Moderator und Experte hinzu, während Hofmann, der zwar mit Nebel und Orasche sehr gut klarkam, immer größere Schwierigkeiten mit Ringguth und Raudies hatte (auch Ringguth sollte den Großen Preis von Japan verpassen, sodass seine Aufgaben von Nebel übernommen worden), sodass im Oktober deren Ausstieg am Saisonende verkündet wurde. Allerdings verkündete Hofmann nach Saisonende seinen Wechsel zu ServusTV, die die Rechte für (vorerst nur) Österreich ergattert hatten, sodass von Eurosport lediglich Orasche und Nebel verblieben, Nebel, der selbst nie in der Weltmeisterschaft gefahren war, wurde damit nicht mehr nur Kommentator, sondern auch Experte. Ringguths Platz wurde von Harry Weber besetzt, während Jan Stecker Presenter wurde und Nebel jetzt bei allen Rennen aus der Kabine kommentierte. Zudem kam Ralf Waldmann als neuer Experte hinzu, der lediglich abseits von der Strecke moderierte. 2016 und 2017 kommentierte Weber die Moto3-, Orasche die Moto2- und MotoGP-Rennen, beide an der Seite Nebels. Kurz vor Saisonende 2017 stieg Orasche aus, vor Saisonbeginn 2018 starb Waldmann überraschend. Orasches Platz wurde von Weber übernommen, der jetzt statt der Moto3 die Moto2 und MotoGP kommentierte, während die Moto3 nun von Ruben Zimmermann kommentiert wurde; beiden stand weiterhin Nebel zur Seite. Waldmanns Platz hingegen wurde nicht neu besetzt, nur bei einem Rennen wurde er von Sandro Cortese vertreten, der dieselben Aufgaben übernahm wie früher Waldmann.
Seit Saison 2019 liegen die Rechte für die TV Übertragung auch in Deutschland bei ServusTV. Der mit dem Rechteinhaber Dorna geschlossene Vertrag läuft zunächst über fünf Jahre bis zum Ende der Saison 2023. Kommentiert werden die Rennen von Christian Brugger, als Experten sind Alex Hofmann, Stefan Nebel, Stefan Bradl und August Auinger tätig; Hofmann kommentiert dabei meist die Rennen an der Seite von Brugger live, die anderen abwechselnd aus der Boxengasse; teilweise allerdings kommentiert jetzt auch Nebel, der dieselbe Aufgabe bei den Superbike-Übertragungen übernimmt, die Rennen, während in diesem Falle dann Hofmann wieder aus der Boxengasse kommentiert. Von 2019 bis 2022 übertrug auch die Streaming-Plattform DAZN die Motorrad-Weltmeisterschaft. Im Raum Deutschland, Österreich und der Schweiz waren alle Trainings und Rennen von MotoGP-, Moto2- und Moto3-Klasse verfügbar. Hier kommentierte Edgar Mielke zusammen mit Max Neukirchner. Auch Sandro Cortese und Florian Alt waren als Experten tätig.
Seit 2024 gibt es in Deutschland einen neuen Rechtepartner Sky, dieser zeigt alle Sessions aller Klassen inklusive MotoE jedes Rennwochenende live im Pay-TV. Moderiert wird die Übertragung abwechselnd von Lisa Hofmann und Sandra Baumgartner. Kommentiert wird abwechselnd von Edgar Mielke und Lukas Gajewski, Experten sind Lukas Tulovic, Florian Alt und Marvin Fritz.
Außerdem überträgt DF1 2024 und 2025 an jeweils 12 Rennwochenenden die Rennen und Qualifikationstrainings der Moto3, Moto2 und MotoGP. Man übernimmt dabei die Übertragung von ServusTV.
In Österreich wurden zwischen 2006 und 2011 alle drei Rennen auf dem Fernsehsender ATV gesendet. Von 2012 bis 2015 hielt der ORF die Rechte in Österreich. Seit 2016 überträgt ServusTV die Trainings bzw. Qualifyings und die Rennen der Moto3, Moto2 und MotoGP am Sonntag sowie alle Trainings, Qualifyings und Rennen des internationalen Livestreams online.
In der Schweiz findet die Übertragung auf SRF zwei oder SRF info statt.

## Todesfälle
- Daijirō Katō starb am 20. April 2003 an schweren Verletzungen, die er sich bei einem Unfall am 6. April 2003 beim Großen Preis von Japan auf dem Suzuka International Racing Course zugezogen hatte.
- Marco Simoncelli verunglückte am 23. Oktober 2011 beim Großen Preis von Malaysia auf dem Sepang International Circuit tödlich.

## Computerspiele
Es existieren mehrere gleichnamige Computerspiele. Das PlayStation-2-Spiel erschien erstmals 2000 von Namco, die THQ-Serie für die Xbox 2002. Es gab jeweils mehrere Fortsetzungen, z. B. MotoGP 08 für die Nintendo Wii, Xbox 360 und Windows-PC. Seit 2013 hat die italienische Firma Milestone S.r.l. die Lizenz für die Herausgabe der MotoGP-Spiele. Milestone hat jahrelange Erfahrung in Rennspielen bereits zuvor mehrere Spiele für die Superbike-Weltmeisterschaft auf den Markt gebracht. Bis auf 2016 – dort gab es mit Valentino Rossi: The Game eine Sonderausgabe – folgte in jedem Jahr ein neuer Ableger des Spiels. Mit MotoGP17 folgt nun zum ersten Mal der Einstieg in die Welt des E-Sports.